# Vincent Welz
Vincent Welz (* 1992 oder 1993) ist ein Kunsthistoriker und Leiter der Galerie Koenitz in Leipzig.
In der ZDF-Sendereihe Bares für Rares trat er in einer am 30. Dezember 2021 erstmals ausgestrahlten Folge als Händler auf. Er war bereits im Oktober 2021 in einer Ausgabe der dem Format angeschlossenen Reihe Händlerstücke zu sehen gewesen, in der er ein Gemälde von Otto Mueller für Fabian Kahl hatte einrahmen lassen. In der Sendung von 3. April 2022 war Welz erneut in beratender Funktion für Kahl zu sehen. Weitere Fernsehauftritte sind nicht bekannt.